# Ray Blanton
Leonard Ray Blanton (10 de abril de 1930 – 22 de novembro de 1996) foi um político americano, o 44º Governador do Tennessee, com mandato de 1975 até 1979. Ele também serviu por três mandatos na Câmara dos Representantes dos Estados Unidos, de 1967 a 1973. Embora ele tenha iniciado uma série de reformas de governo e tenha sido articulador para localização de investimentos estrangeiros no Tennessee, seu mandato como governador foi marcado por escândalos, nomeadamente sobre a venda de indultos penais e extorsão no licenciamento de produção de bebidas alcoólicas.

## Início de vida e congresso
Blanton nasceu perto de Adamsville, Tennessee, filho de Leonard e Ova (Delaney) Blanton. Foi criado em uma família pobre de mão de obra meeira em estradas. Ao trabalhar na firma de sua família em estradas, ele ocasionalmente envolvia-se em brigas em bares do Mississippi e certa vez foi atingido no pescoço de raspão por uma bala perdida. Blanton graduou-se na Shiloh High School em 1948 e obteve uma licenciatura em agricultura na Universidade do Tennessee, em 1951. Ele lecionou em uma escola de Mooresville, Indiana, de 1951 a 1953, quando ele retornou para Adamsville para trabalhar no negócio familiar de construção, a B & B Construction.
Em 1964 Blanton foi eleito para a Câmara dos Representantes do Tennessee, representando o Condado de McNairy. Frequentemente permanecia nas cadeiras de trás da câmara usando óculos de sol durante a sessão legislativa.
Em 1966 Blanton disputou para o Congresso, enfrentou Tom J. Murray, o detentor de 12 mandatos consecutivos e aliado da antiga máquina política de Crump nas primárias democratas, pleiteando representar o 7º distrito congressional, situado em Jackson, incluindo Adamsville no Tennessee. Em uma grande surpresa, Blanton superou Murray para a nomeação democrata, vencendo por apenas 384 votos de um total de 70.000. Venceu nas eleições gerais e foi reeleito duas vezes.
Como congressista Blanton teve atuação relativamente pobre, propôs alguns projetos de significado e atuou em apenas duas comissões: a Comissão distrital de Columbia e no Comitê de comércio exterior e interestadual. Ele focou em seus eleitores, ou seja, tentando adquirir o financiamento para projetos no Tennessee, incluindo o programa Head Start (na área da saúde), o primeiro do estado. Ele despachou muito tempo em seu escritório distrital, respondendo às preocupações dos eleitores e frequentemente falava para grupos de estudantes. Blanton criticou o movimento anti-guerra do Vietnam, votou contra a ampliação do direitos ao sufrágio e se opôs a redução para 18 anos a idade mínima para voto.
O Tennessee perdeu um distrito congressional após o censo de 1970, então o legislativo fundiu o distrito de Blanton com o vizinho 8º distrito de seu colega popular democrata, Ed Jones. Ao invés de disputar contra Jones, em 1972, Blanton decidiu concorrer para o Senado dos Estados Unidos. Ele facilmente venceu a primária democrata e enfrentou o empresário republicano, Howard Baker, nas eleições gerais. Ao contrário de Blanton, Baker tinha apoiado a lei de ampliação de direitos ao sufrágio e a redução da idade de voto, ajudando dois eleitorados vitais para a vitória, os eleitores negros e jovens eleitores. Baker também envolveu o nome de Blanton ao candidato presidencial democrático mais liberal, George McGovern. No dia da eleição, Baker ganhou por grande margem, com 716.534 votos sobre 440.599.

## Governador do Tennessee
Em 1974, Blanton venceu a eleição primária democrata em que disputavam doze candidatos para governador. Com apenas 23% dos votos, ele derrotou vários adversários bem financiados, incluindo o extravagante banqueiro do Tennessee leste Jake Butcher, o âncora de notícias do Nashville News Hudley Crockett e o ex-senador Ross Bass. Seu adversário na eleição geral foi Lamar Alexander, que tinha sido assessor de campanha para o empresário, Winfield Dunn (a constituição do estado impedia mandatos consecutivos de governadores, assim Dunn não podia concorrer). Embora Dunn e os republicanos tivessem anulado o domínio dos Democratas na política de estado em 1970, o partido republicano foi manchado pelo Caso Watergate. No dia da eleição, Blanton derrotou Alexander com 576.833 votos sobre 455.467.
Após sua posse, Blanton propôs um imposto de renda estadual, mas o legislativo do Tennessee, temendo uma revolta dos eleitores, recusou-se a considerá-lo e em vez disso, levantou o imposto sobre vendas do estado. Blanton revisou os impostos de consumo do Estado e a legislação tributária de franquias, imposto de renda de salões (saloon) do estado para fornecer auxílio para idosos residentes no estado. Ele também elevou o departamento de turismo do estado para gabinete, sendo o estado pioneiro no país a fazê-lo, bem como atualizou o sistema de aposentadoria do estado.
A administração de Blanton destacou-se pelo extenso recrutamento de oportunidades estrangeiras industriais e comerciais. Ele fez várias viagens à África, o Oriente Médio, Japão e Europa, em um esforço para formar parcerias econômicas com investidores estrangeiros. Ele foi criticado pelos custos destas viagens, mas foi fundamental para trazer investimento britânico, alemão e japonês, para o estado. Em 1976, ele organizou uma reunião com vários representantes das Nações Unidas em Nashville.
Em fevereiro de 1978 a Constituição foi alterada para permitir que Blanton e futuros governadores do Tennessee pudessem reeleger-se. Blanton não buscou a reeleição. Dessa forma o adversário republicano Lamar Alexander, venceu em novembro de 1974.

## Escândalos
Administração do Blanton foi frequentemente acusada de gastos extravagantes. Ele aceitou um controverso aumento de salário de $20.000, e frequentemente levava amigos em viagens às custas do estado. Ele e seus assessores cobraram $21.000 de contas do estado para acompanhantes de passeio (guias notournos), aluguel de limusine e telefonemas pessoais, embora eles eventualmente reembolsassem o dinheiro. Blanton foi criticado pela criação de uma grande rede de Mecenato com funcionários de Condados, afirmando que eles eram seus conselheiros políticos. A empresa de sua família foi beneficiada com um contrato de pavimentação em um parque estadual, embora Blanton houvesse assegurado que a empresa não faria negócios com o estado durante seu governo.
Em 1977, o "escândalo carro excedente" surgiu quando funcionários do estado foram acusados de vender carros excedentes de propriedade do estado para aliados políticos. Charles Bell, Comissário de serviços gerais, foi forçado a renunciar, e Sonny McCarter, diretor da divisão de Propriedade excedente do estado, confessou culpa em duas acusações de peculato. O comissário de transporte Eddie Shaw foi denunciado por seu papel no escândalo, mas foi absolvido.

### Indultos e escândalos no licenciamento de bebidas
Em 1977 Blanton demitiu Marie Ragghianti, Presidente do Conselho de indultos e liberdade condicional do Estado, quando ela recusou-se a libertar prisioneiros que, conforme foi determinado mais tarde, tinham subornado funcionários do estado em troca de obter indultos (Ragghianti mais tarde processou e ganhou uma indenização de $38.000 contra o estado). Em 15 de dezembro de 1978, o FBI invadiu o Capitólio do Estado e apreendeu os documentos do gabinete do conselheiro legal de Blanton, T. Edward Sisk. Sisk e outros dois foram presos, e Blanton compareceu perante um grande júri federal em 23 de dezembro, onde ele negou qualquer irregularidade.
Em 15 de janeiro de 1979, perto do fim do seu mandato, Blanton concedeu perdões para 52 presos do estado, incluindo 20 assassinos condenados. Entre os perdoados estava Roger Humphreys, filho de um apoiador de Blanton, que tinha sido condenado pela morte de sua esposa e um companheiro. Quando Blanton assinou o indulto para Humphreys ele declarou, "este requer coragem". Seu Secretário de estado, Gentry Crowell, que estava revoltado com os perdões, respondeu, "algumas pessoas têm mais coragem do que cérebro".
Enquanto Blanton declarava que os indultos fossem para cumprir uma ordem judicial para reduzir a população prisional do Estado, aumentou o interesse do FBI e dos dois partidos em verificar se os indultos estavam relacionados ao escândalo sob investigação. Após o Procurador-geral dos Estados Unidos Hal Hardin (amigo de Blanton) avisou líderes do estado que Blanton estava planejando emitir mais indultos, o vice-governador (o presidente do senado estadual) John S. Wilder e o presidente da Câmara dos representantes Ned McWherter procuraram uma maneira de evitar causar mais danos à reputação do estado. Possível solução estava na constituição do Estado, que é um pouco vaga sobre quando um governador recém-eleito deve prestar juramento. Decidiu-se que o sucessor Lamar Alexander iria prestar juramento três dias antes da data tradicional. Wilder mais tarde denominou a expulsão de Blanton de "impeachment ao estilo Tennessee".
Embora nunca tenha sido formalmente acusado na questão dos indultos, Blanton foi indiciado sob a acusação de fraude postal, conspiração e extorsão por venda de licenças de produção de bebidas alcoólicas. Ele foi condenado e sentenciado à prisão federal. Libertado após cumprir 22 meses de prisão, ele retornou ao Tennessee. Embora uma sessão da 6ª Corte geral de apelação inicialmente revogasse as condenações por causa de formalidades com que o Tribunal realizara a decisão, esta decisão foi suspensa por decisão da Corte em ouvir novamente o caso em julgamento. O tribunal pleno da 6ª Corte geral confirmou as condenações de Blanton, então a  Suprema Corte negou revisão. Em janeiro de 1988, 9 das 11 acusações foram retiradas em um recurso separado.

## Últimos anos e morte
Blanton passou a última década de sua vida tentando, sem sucesso, reconstruir sua imagem. Em 1988 concorreu pelo 8º distrito para a Câmara de Representantes dos Estados Unidos para ocupar a vaga deixada pela aposentadoria de Ed Jones. Ele foi superado com grande margem pelo vencedor, John Tanner, ganhando pouco mais de 10% dos votos. Ele então voltou a vida privada tornando-se funcionário em uma concessionária da Ford Motors em Henderson.
Blanton morreu em 22 de novembro de 1996 no Jackson-Madison County Hospital em Jackson enquanto aguardava um transplante de fígado. Ele está enterrado no cemitério da Igreja de Shiloh, dentro Parque militar nacional de Shiloh (não deve ser confundido com o Cemitério Nacional de Shiloh, também localizada dentro do Parque). Seu túmulo foi marcado por um grande Obelisco.
Em 2012, o site RealClearPolitics.com classificou Blanton, como um dos dez maiores corruptos políticos de todos os tempos.

## Marie
Uma parte da história do escândalo dos indultos foi transformada em um livro, Marie: A True Story, por Peter Maas, autor de Serpico e após transformado em filme, Marie, estrelado por Sissy Spacek na personagem de Marie Ragghianti. O advogado e futuro senador Fred Thompson, que havia servido como advogado de Ragghianti, lançou a sua carreira de ator neste filme, retratando-se. O escândalo do indulto, bem como outros, também estão detalhados no livro FBI Codename TENNPAR, escrito por Hank Hillin, o agente do FBI baseado em Nashville, que liderou a investigação na administração Blanton.

## Família
Blanton casou com Betty Littlefield, em 1949. Tiveram três filhos antes de se divorciarem em 1979. Blanton casou com Karen Flint em 1988, durante a sua tentativa de retorno para o Congresso.

## Fonte da tradução
- Este artigo foi inicialmente traduzido, total ou parcialmente, do artigo da Wikipédia em inglês cujo título é «Ray Blanton».